# レズリー・リンチ・キング・シニア
レズリー・リンチ・キング・シニア（Leslie Lynch King Sr.、1884年7月25日 - 1941年2月18日）は、第38代アメリカ合衆国大統領ジェラルド・R・フォードの実父である。キングの家庭内暴力により、当時の妻のドロシー・エア・ガードナー・キングは、生後16日の息子（後の大統領）とともに家を飛び出した。

## 生涯
キングはネブラスカ州シャドロンで1884年7月25日に生まれた。父はチャールズ・ヘンリー・キング、母はマーサ・アリシア・ポーターである。キングはミズーリ州の軍学校に入学した。父はネブラスカ州とワイオミング州の鉄道沿線に小さな交易所をいくつも開設し、また、銀行家としても成功した。両親はネブラスカ州オマハのウールワース・アベニュー3202番地にヴィクトリアン様式の邸宅を建て、1905年に一家で引っ越した。
1908年、父は息子や仲間と共にオマハ・ウール・アンド・ストレージ社を設立し、後にキングがこの事業を引き継いだ。キングは暴力を振るう傾向があり、1908年11月にキングは父とともに従業員を殴ったとして起訴された。その後、キングの父はロサンゼルスに移り住み、事業の中心はワイオミング州にあったため、キングが実質的な会社のトップになった。キングも後にロサンゼルスに住むようになった。

### 最初の結婚
妹のマリエッタがウェルズリー大学に在学中、キングはマリエッタのルームメイトで8歳年下のドロシー・エア・ガードナーと出会い、キングはドロシーに求愛した。2人は1912年9月7日に結婚し、西海岸への新婚旅行の後にオマハで新婚生活を始めた。すぐにドロシーは、キングが言っていたほど裕福ではないことと、虐待的で短気で酒癖が悪いことに気づいた。実際には、キングは多額の借金をしていた。キングはドロシーに暴力を振るうようになり、ドロシーはイリノイ州ハーバードの実家に逃げ帰った。数週間後にキングが妻の実家を訪れ、ドロシーはキングと共にオマハに戻った。
結婚当初、2人はキングの両親と共に住んでいたが、妻の実家から戻ってからは、2人で地下アパートに住むようになった。1913年7月14日に息子（後の大統領）が生まれ、レズリー・リンチ・キング・ジュニアと名付けられた。その数日後、キングは妻と子供に包丁を突き付けて殺すと脅した。身の危険を感じたドロシーは、夫と別れることを考え始めた。
息子が生まれて16日後、ドロシーは家を出て、イリノイ州オークパークにある姉夫妻の家を経て、ミシガン州グランドラピッズに移住していた両親の家へ向かった。ドロシーはオマハの裁判所にキングとの離婚を申し立て、1913年12月19日、オマハの裁判所はキング夫妻の離婚を認めた。キングは養育費の支払いを拒否した。キングは、業務不履行、金の使いすぎ、素行不良などを理由に、父から会社を解雇されていた。裁判所もキングに養育費の支払い能力がないことを認めた。1916年、キングの父のチャールズ・キングは、ドロシーが告訴を取り下げることを条件に、それまで支払われていなかった分も含めて、自身が死ぬまでは息子の代わりに養育費を支払うことに同意した。
ドロシーは1917年2月1日にグランドラピッズの実業家ジェラルド・ルドルフ・フォードと再婚した。レズリー・ジュニアは両親からジェラルド・フォード・ジュニアと呼ばれるようになったが、養父の法的な養子にはならなかった。レズリー・ジュニアは1935年に法的にジェラルド・ルドルフ・フォード・ジュニアに改名した。

### 2度目の結婚
キングは1919年にマーガレット・アトウッド(Margaret Atwood)と結婚した。マーガレットとの間には以下の3人の子供が生まれた。
- Marjorie Bell King（1921年 - 1993年4月8日）[1]
- Leslie "Bud" Henry King（1923年3月28日 - 1976年12月2日）[1]
- Patricia Jane King（1925年 - 1980年）[1]

### その後と死去
ジェラルド・フォードの母と養父は、1928年にフォードが15歳になる直前まで、実父の存在を伝えなかった。フォードは実父について「のんきで裕福な男で、長男の夢や希望のことは本当に気に掛けることのない男だった」と語っている。
キングの父（フォードの祖父）のチャールズ・ヘンリー・キングは、1930年に亡くなる直前まで、フォードの母ドロシーに孫の養育費を支払っていた。チャールズの死後、キングは5万ドル（2016年の物価換算で約69万ドル）を相続した。それを知ったドロシーは、キングに相続した遺産から養育費を支払わせるようネブラスカ州の裁判所に提訴して勝訴した。しかし、キングは、ネブラスカ州の裁判所の管轄外となるワイオミング州に住んでいたため、これを拒否した。
フォードが高校2年生のとき、キングは離婚後初めて長男に会った。購入した新車を受け取りにミシガン州を訪れたついでに、フォードが働いていたグランドラピッズのレストランを訪問した。2人は表面的な会話をしただけだった。それまで自分で養育費を払ったことのなかったキングは、フォードに25ドルを手渡した。その後、フォードが夏休みにイエローストーンで働いていたときにワイオミング州リバートンの実父の家を訪ねた、フォードがエール大学でフットボールのアシスタントコーチをしていたときにキングが息子を訪ねたという話も伝わっているが、2人はそれ以上接触することはなかったと考えられている。
1939年、キングはワイオミング州からネブラスカ州リンカーンに引っ越した。その後、1930年のドロシーが起こした裁判に基づく養育費の支払いをしていなかったとして逮捕された。
キングは1941年2月18日にアリゾナ州ツーソンで死去した。遺体はカリフォルニア州グレンデールのフォレストローン墓地の両親の墓の近くに埋葬された。

## 情報源
- Gullan, Harold I. (2004). First Fathers: The men who inspired our presidents. Wiley. pp. 241–243
- Holmes, David L. (2012). The Faiths of the Postwar Presidents: From Truman to Obama. 5. University of Georgia Press. p. 124
- Cannon, James; Cannon, Scott (2013). Gerald R. Ford: An Honorable Life. University of Michigan Press
- Wead, Doug (2005). The Raising of a President: The Mothers and Fathers of Our Nation's Leaders. Simon and Schuster. pp. 400–401
- Young, Jeff C. (1997). The Fathers of American Presidents: From Augustine Washington to William Blythe and Roger Clinton. McFarland & Company. pp. 205–207